# Rudyard Kipling
Joseph Rudyard Kipling (/ˈrʌdjərd/ RUD-yərd; ngày 30 tháng 12 năm 1865 – ngày 18 tháng 1 năm 1936) là một tiểu thuyết gia, nhà văn viết truyện ngắn, nhà thơ và nhà báo người Anh. Ông sinh ra tại Raj thuộc Anh, nơi là cảm hứng cho rất nhiều tác phẩm của ông sau này
Những tác phẩm viễn tưởng của ông bao gồm bộ đôi Chuyện rừng xanh (Chuyện rừng xanh, 1894; Chuyện rừng xanh phần hai, 1895), Kim (1901), Chuyện là như thế (1902) và rất nhiều truyện ngắn, bao gồm "Người đàn ông sẽ trở thành Vua" (1888). Các bài thơ của ông bao gồm "Mandalay" (1890), "Gunga Din" (1890), "Những vị thần của tiêu đề bản sao sách" (1919), "Gánh nặng người da trắng" (1899), và "Nếu—" (1910). Ông được xem là sáng tạo nghệ thuật truyện ngắn. Những tác phẩm thiếu nhi của ông đều là những tác phẩm kinh điểm; một nhà phê bình đã nhận xét ông có "tài kể chuyện uyên bác và xuất sắc".
Kipling vào cuối thế kỷ 19 và đầu thế kỷ 20 là một trong những nhà văn Anh Quốc nổi tiếng nhất. Henry James đã từng nói rằng "Kipling gây ấn tượng với tôi là một thiên tài toàn diện nhất, với trí tuệ khác xa với loại trí tuệ mà tôi từng biết." Vào năm 1907, ông được trao Giải Nobel Văn học, là nhà văn tiếng Anh đầu tiên đoạt giải này, ở tuổi 41, và vẫn là người trẻ nhất nhận được giải này cho tới ngày nay. Ông cũng được bầu làm Thi sĩ Hoàng gia và một vài lần là tước hiệp sĩ, nhưng từ chối cả hai. Sau khi qua đời vào năm 1936, tro cốt của ông chôn tại Góc nhà thơ tại Tu viện Westminster.

## Tiểu sử

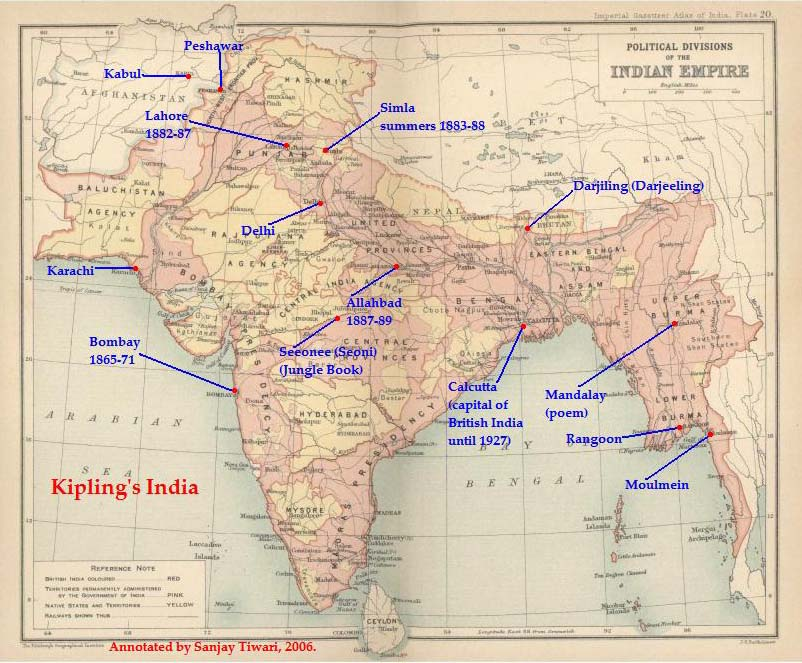
Ấn Độ thuộc Anh thời Kipling

Rudyard Kipling sinh tại Bombay, Ấn Độ. Cha là một chuyên gia Anh về lịch sử nghệ thuật Ấn Độ, giám đốc trường nghệ thuật Mumbai, mẹ là con một gia đình danh giá ở London, cả ông nội và ông ngoại đều là linh mục. Năm lên sáu, ông và cô em gái ba tuổi Alice ("Trix") tới Southsea, Portsmouth để sống với một cặp vợ chồng cho những đứa trẻ Anh quốc sống ở nước ngoài ở trọ. Trong thời gian ở Anh, Kipling đã học tại các trường United Service College, Westward Ho, Bideford. Năm 1882 ông trở về Ấn Độ, viết một số truyện ngắn và làm trợ lý Tổng biên tập cho tờ báo Civil and Military Gazette ở Lahore.
Chàng thanh niên đã khiến xã hội sở tại kinh ngạc bởi những ý kiến sắc sảo trước các vấn đề xã hội và kiến thức về đất nước Ấn Độ. Những chuyến đi hàng năm tới thành phố Shimla trong vùng Hymalaya là nguồn gốc dẫn đến sự ra đời nhiều tác phẩm của nhà văn. Năm 1892, ông kết hôn với Carrie Balestier tại Luân Đôn. Cả hai sau đó sang Mỹ sống và trở về Anh năm 1896. Theo lời khuyên của bác sĩ, mùa đông nhà văn sang Nam Phi. Trong Chiến tranh Boer (1899-1902) ông làm phóng viên mặt trận.
Trên đỉnh cao vinh quang và tiền bạc, Rudyard Kipling tránh công chúng, bỏ qua những phê bình thù nghịch, từ chối nhiều danh hiệu. Năm 1901 ông xuất bản tiểu thuyết Kim như một lời chào giã từ gửi đến đất nước Ấn Độ. Năm 1902 ông lui về sống tại một làng quê hẻo lánh ở Sussex (Anh) cho đến cuối đời.
Năm 1907 Kipling được trao giải Nobel khi mới 42 tuổi – là người trẻ tuổi nhất trong lịch sử giải Nobel Văn học. Ông được trao giải Nobel Văn học khi đã có trong tay 20 tập sách (trong đó có 4 tiểu thuyết, hàng trăm bài thơ, nhiều tập ký, bài báo...). Kipling đến Stockholm nhưng không đọc diễn văn nhận giải.
Ngoài giải Nobel, Kipling được nhận bằng danh dự và phần thưởng của nhiều trường đại học danh tiếng như Đại học Oxford, Đại học Cambridge, Đại học Edinburgh, Đại học Paris, Đại học Athens, Đại học Toronto..., giải Huy chương Vàng Văn học Hoàng gia Anh. Kipling mất tại London.

## Thơ văn
Thơ, văn của Kipling phản ánh cuộc sống người lính và nghĩa vụ của họ đối với Đế quốc Anh. Rudyard Kipling nổi tiếng với khả năng quan sát, trí tưởng tượng rực rỡ, độ chín muồi tư tưởng và tài năng thuật truyện xuất sắc. Những tác phẩm được biết đến nhiều nhất của ông có The Jungle Book (Sách rừng) - thấm sâu tư tưởng về sự sống khởi nguyên có tầng bậc giá trị rõ ràng và hết sức đơn giản mà nền văn minh không chạm đến được; và Kim - được coi là cuốn tiểu thuyết bằng tiếng Anh hay nhất về Ấn Độ và là một trong những tiểu thuyết Anh hay nhất nói chung. Nhân vật chính do dự giữa những giá trị văn hóa Đông – Tây và cuối cùng đã chọn phương Tây nhưng vẫn canh cánh bên lòng một nỗi buồn nhớ phương Đông.

## Về bài thơNếu(If)

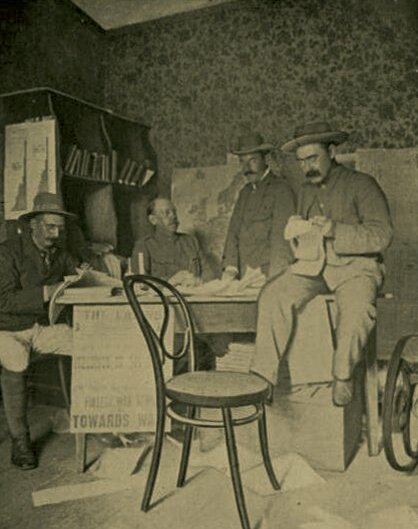
Kipling ở Nam Phi

Những bài thơ nổi tiếng nhất của Kipling như: Ballad of East and West (Bài thơ Đông – Tây), Tommy, If (Nếu), Mandalay đã được dịch ra tiếng Việt và in trong quyển Những nhà giải thơ Nobel, Hà Nội, 2006.
Cuối thế kỷ 20, đài BBC đã đề nghị thính giả chọn những bài thơ hay nhất của các nhà thơ Anh. Có hàng nghìn người tham gia và kết quả là bài thơ If được chọn nhiều nhất, mở đầu cho tập Những bài thơ hay nhất của nước Anh. Nhà văn Anh Richard Aldington, trong tiểu thuyết nổi tiếng Death of a Hero (Cái chết của một anh hùng, 1929) viết về một "thế hệ mất mát" trong Chiến tranh thế giới thứ nhất, đã trích dẫn Kipling để ca ngợi tính cứng rắn của người lính ngoài mặt trận, ca ngợi những ai biết chém giết mà không hề run sợ, và chỉ khi đó "... con trai, con là một Con người!" Nhà đạo diễn người Anh Lindsay Anderson cũng đã dùng tên bài thơ để đặt tên cho một bộ phim nổi tiếng If, giải thưởng Cành cọ vàng tại Liên hoan phim Cannes, chứng minh rằng sự giáo dục theo những chuẩn mực của Kipling đôi khi cho kết quả ngược lại...
Đấy chỉ là hai ví dụ tiêu biểu nhất trong văn chương và điện ảnh thế giới cho thấy bài thơ mới đọc qua có vẻ tất cả đều rõ ràng, thực ra vẫn ẩn giấu bên trong những ý nghĩa sâu xa mà một vài bản dịch chưa thể nào lột tả hết được... Ban đọc có thể xem chi tiết về bài thơ này ở mục từ Nếu...
Dù sao, dù người đời có trích dẫn theo nhiều vẻ khác nhau càng cho thấy một điều là bài thơ này có ảnh hưởng rất lớn đến xã hội phương Tây và đã trở thành bất tử. Cuối cùng xin dành một đôi dòng về đối tượng của bài thơ này – con trai của Kipling chết năm 1915 ở mặt trận nước Pháp. Cú sốc này Kipling đã không thể hồi phục cho đến hết đời.

## Tác phẩm

Mộ Rudyard Kipling

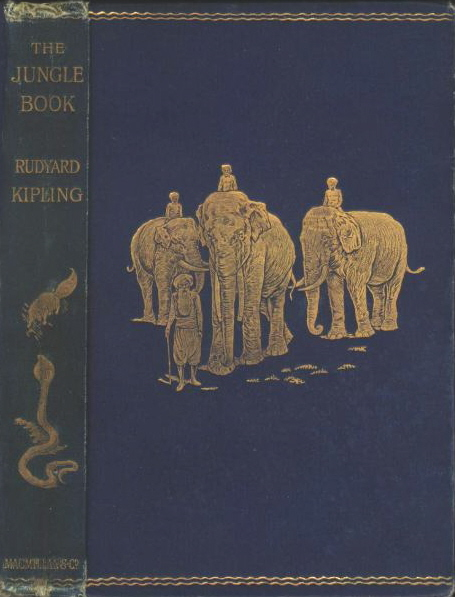
Bìa cuốn "Sách rừng xanh"

- Departmental Ditties (Những bài ca ở bộ, 1886), thơ
- Plain Tales from the Hills (Truyện kể núi đồi, 1887), tập truyện ngắn
- Soldiers Three (Ba người lính, 1888), tập truyện ngắn
- The Ballad of East and West (Bài thơ Đông - Tây, 1889), thơ
- The Light that Failed (Ánh sáng đã tắt, 1890), tiểu thuyết
- The Naulahka - A story of West and East (1892), tiểu thuyết
- Barrack-Room Ballads (Những khúc ballad về trại lính, 1892), thơ
- Many Inventions (Vô số điều bịa đặt, 1893), tập truyện ngắn
- The Jungle Book (Sách Rừng xanh, 1894), tập truyện
- The Second Jungle Book (Sách rừng thứ hai, 1895), tập truyện
- The Seven Seas (Bảy biển, 1896), thơ
- Captains Courageous (Những người đi biển quả cảm, 1897)
- The Day's Work (Công việc của ngày, 1898), tập truyện ngắn
- The White Man's Burden (Gánh nặng người da trắng, 1899), thơ
- Kim (1901), tiểu thuyết
- The Five Nations (Năm dân tộc, 1903), thơ
- Traffics and Discoveries (Những lối đường và các khám phá, 1904), tập truyện ngắn
- Puck of Pook's Hill (Quả bóng từ đồi Pook, 1906), tập truyện ngắn
- Actions and Reactions (Hành động và phản ứng, 1909), tập truyện ngắn
- Rewards and Fairies (Phần thưởng và các nàng tiên, 1910), tập truyện ngắn
- If (Nếu, 1910), thơ
- Debits and Credits (Chi và thu, 1926), tập truyện ngắn
- Limits and Renewals (Những giới hạn và gia hạn, 1932), tập truyện ngắn